# Lariosaurus valceresii
Lariosaurus valceresii è un rettile acquatico estinto appartenente ai notosauri, vissuto nel Triassico Medio (Ladinico, circa 240 milioni di anni fa).
I suoi resti fossili sono stati ritrovati nel sito di Ca' del Frate, nel comune di Viggiù (VA), all'interno del sito UNESCO di Monte San Giorgio.

## Descrizione

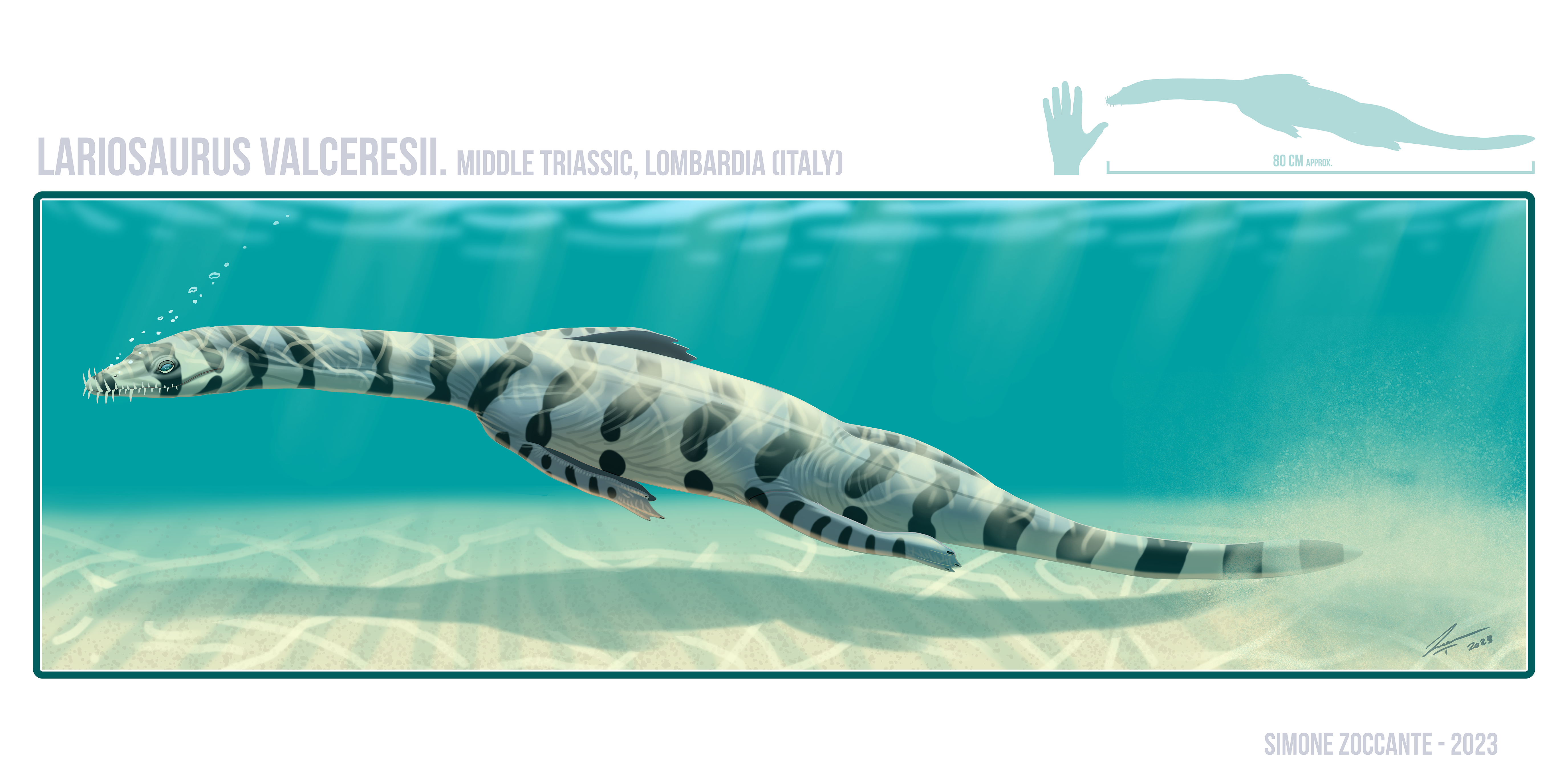
Ricostruzione in vivo di L. valceresii (Simone Zoccante)

Lariosaurus valceresii è noto da sette esemplari rinvenuti nel sito di Ca' del Frate: di questi due rappresentano lo stadio adulto, gli altri sono un probabile giovanile e 4 embrioni.
L. valceresii viene descritto nel 1990 da Andrea Tintori e Silvio Renesto (Università degli Studi di Milano) sulla base di un esemplare (CMISN 500) proveniente dalla Kalkschieferzone della località Ca' del Frate. L’esemplare, molto ben conservato, è praticamente completo (eccenzion fatta per l'arto posteriore destro): misura circa un metro e si presenta fossilizzato dorso-ventralmente, col dorso esposto. La specie L. valceresii si differenzia dalle altre specie di Lariosaurus per un alto rapporto nella lunghezza degli arti posteriori con gli arti anteriori.

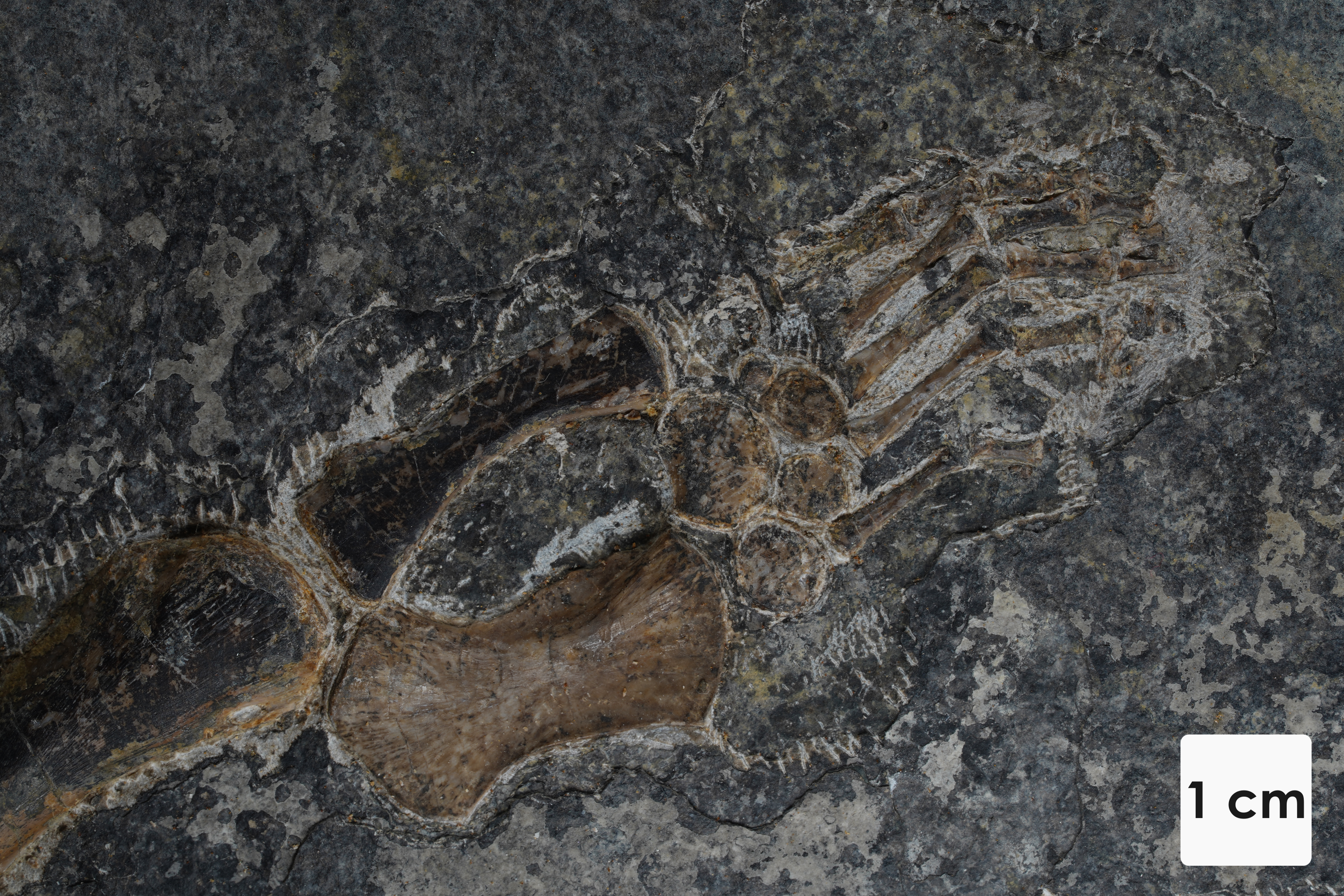
Dettaglio dell'arto anteriore destro dell'olotipo di L. valceresii (CMISN 500)

Poiché tali animali nuotavano servendosi essenzialmente degli arti anteriori, una maggior lunghezza relativa degli stessi fa ipotizzare un vantaggio delle capacità natatorie. L. valceresii, rinvenuta nel Ladinico superiore, rappresenta la specie più giovane del genere Lariosaurus.
Il livello fossilifero da cui l'esemplare fu estratto registra sia episodi marini, con pesci e rettili, che episodi salmastri,ricchi in branchiopodi (Laxitextella) e crostacei (Vicluvia lombardoae) dulciacquicoli. L’olotipo è attualmente esposto al Civico Museo Insubrico di Storia Naturale (Clivio, VA), di cui è anche protagonista nel logo.

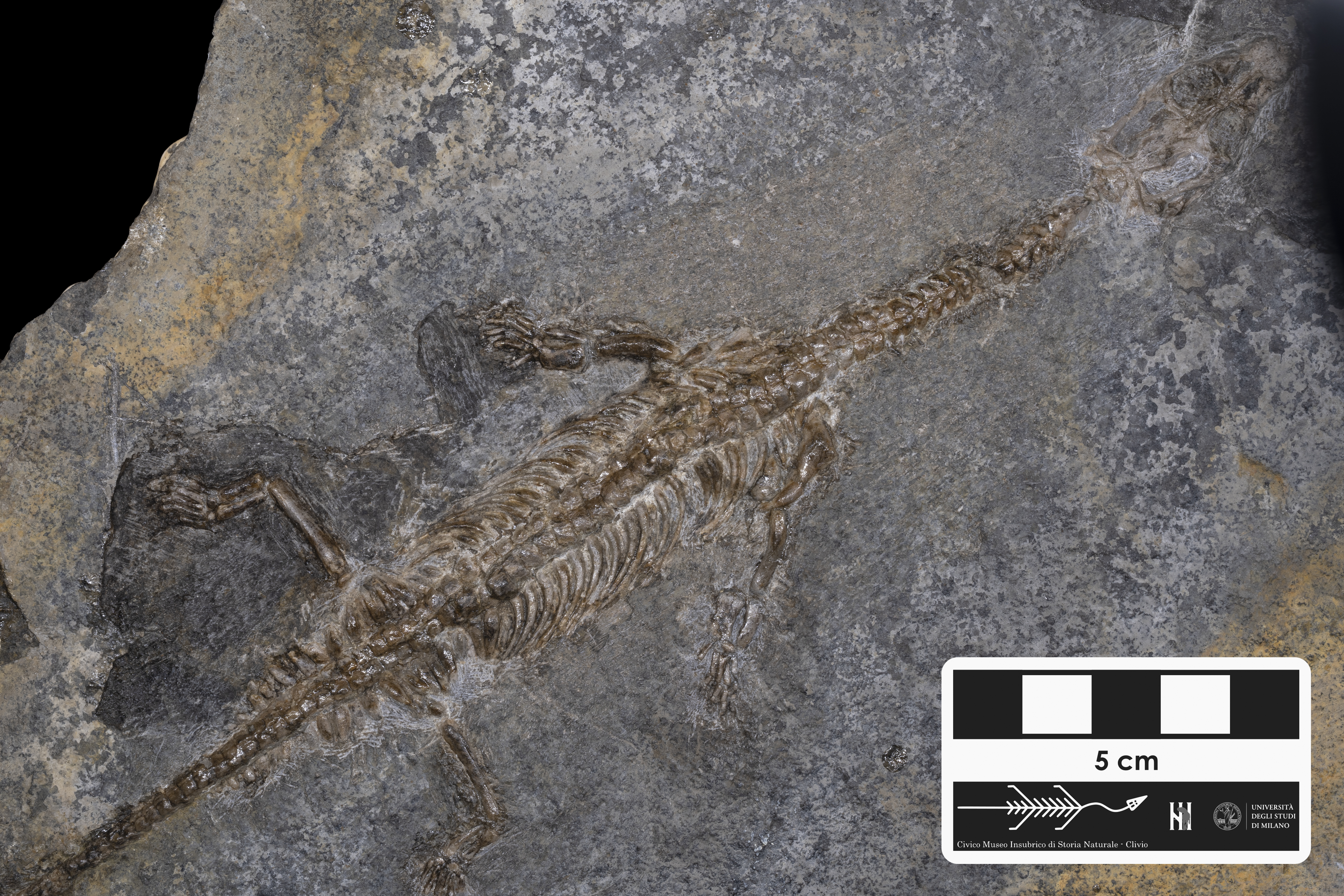
Probabile esemplare giovanile di L. valceresii (CMISN 550)

Un esemplare di dimensioni decisamente inferiori (CMISN 550) è potenzialmente indicato come stadio ontogenetico giovanile del taxon: esso non presenta un omero relativamente più sviluppato, ma tuttavia possiede lo stesso numero di vertebre dorsali di L. valceresii.
Quattro esemplari, sempre conservati al Civico Museo Insubrico di Storia Naturale (CMISN 701, CMISN 702, CMISN 703 e CMISN 704), sono tentativamente attribuiti a L. valceresii e sono identificati come embrioni fossilizzati. Essi potrebbero rappresentare la miglior prova finora nota di viviparità, o ovoviviparità nei notosauri. Ciò e dato anche dal fatto che tre dei quattro embrioni sono raggruppati insieme in stretta associazione, escludendo la possibilità che derivino da uova isolate trasportate nel bacino costiero prima della fossilizzazione.
Un secondo esemplare adulto di Lariosaurus valceresii consente un confronto con l'olotipo. I due esemplari infatti mostrano un diverso grado di ossificazione, soprattutto per quanto riguarda gli arti anteriori ed una leggera differenza nelle proporzioni degli arti. Tuttavia, poiché le caratteristiche diagnostiche di L. valceresii sono presenti in entrambi gli esemplari, le differenze sono attribuite a dimorfismo sessuale come in alcuni neusticosauri. L'abbondanza di pesci e rettili ad uno stadio ontogenetico non adulto suggerisce che la località fosse un ambiente protetto utilizzato da diversi taxa come zona riproduttiva.

## Etimologia
L'epiteto generico fa riferimento al Lacus Larius, antico nome latino del Lago di Como, nel Nord Italia, vicino ai numerosi siti di ritrovamento e alla parola greca sauros, lucertola.
L'epiteto specifico fa riferimento al luogo di ritrovamento degli esemplari attribuiti a L. valceresii: la Valceresio, in Provincia di Varese.